# جشنواره بادکنک ۱۹۸۶
جشنواره بادکنک ۱۹۸۶ (انگلیسی: Balloonfest '86) رویدادی در کلیولند، اوهایو، ایالات متحده بود که در تاریخ ۲۷ سپتامبر ۱۹۸۶ برگزار شد و در آن شعبه محلی یونایتد وی با رهاسازی تقریباً ۱.۵ میلیون بادکنک، یک رکورد جهانی ثبت کرد.
این رویداد به عنوان یک جمع‌آوری اعانه نمایش تبلیغاتی بی‌ضرر در نظر گرفته شده بود. با این حال، بادکنک‌های آزاد شده به سمت شهر و دریاچه ایری حرکت کردند و در مناطق اطراف فرود آمدند که باعث ایجاد مشکلاتی برای ترافیک و یک فرودگاه محلی شد. این رویداد همچنین با جستجوی گارد ساحلی ایالات متحده برای دو قایقران که بعداً غرق شدند، تداخل داشت. در نتیجه، سازمان‌دهندگان با شکایت‌هایی مواجه شدند که خواستار میلیون‌ها دلار غرامت بودند, و هزینه‌های اضافی باعث شد که این رویداد به ضرر هنگفتی برسد.

## آماده‌سازی‌ها

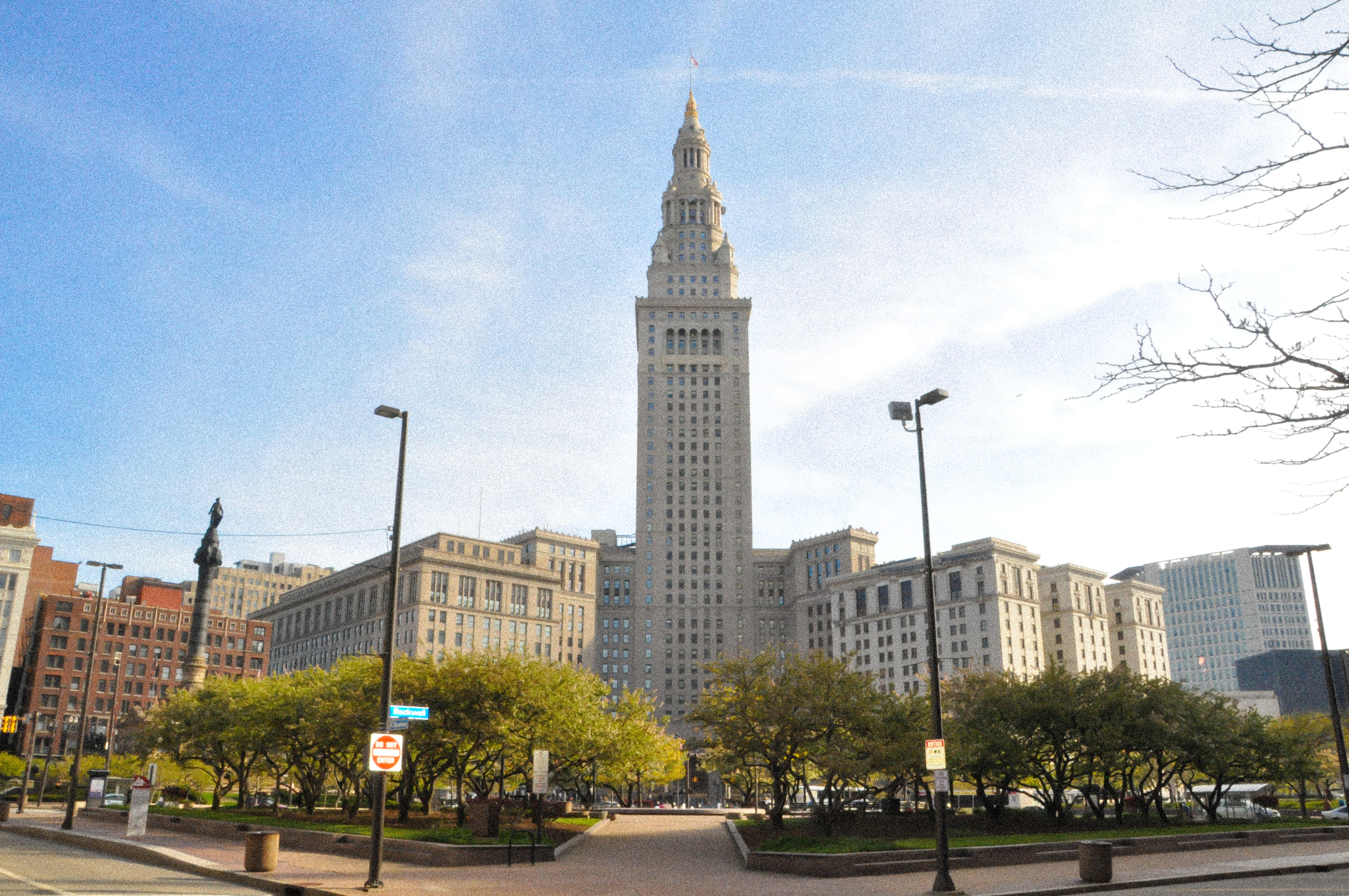
برج ترمینال مشرف به میدان اصلی کلیولند

جشنواره بادکنک ۱۹۸۶ توسط شرکتی مستقر در لس آنجلس به ریاست ترِب هاینینگ، هماهنگ شد که شش ماه برای این رویداد آماده شد. یک سازه مستطیلی به اندازه یک بلوک شهری در قسمت جنوب غربی میدان عمومی کلیولند ساخته شد تا بادکنک‌ها را نگه دارد. ابعاد آن ۲۵۰ فوت (۷۶ متر) در ۱۵۰ فوت (۴۶ متر) بود، سه طبقه ارتفاع داشت و با یک توری یکپارچه از مواد بافته شده پوشانده شده بود. در داخل، ۲۵۰۰ داوطلب، که عمدتاً دانش‌آموزان دبیرستانی بودند، ساعت‌ها صرف پر کردن بادکنک‌ها با هلیوم کردند. یکی از آن‌ها آماده‌سازی‌ها را به عنوان "مانند یک خط تولید، بدون توقف" توصیف کرد. داوطلبان تی‌شرت‌های رایگان دریافت کردند.
یونایتد وی در ابتدا قصد داشت دو میلیون بادکنک آزاد کند، اما در نهایت به بیش از ۱.۴ میلیون بسنده کرد. کودکان برگه‌های حمایت مالی برای حمایت از یونایتد وی به قیمت ۱ دلار برای هر دو بادکنک فروختند.

## آغاز
در روز شنبه، ۲۷ سپتامبر ۱۹۸۶، با نزدیک شدن یک طوفان بارانی، برگزارکنندگان تصمیم به آزادسازی زودهنگام بادکنک‌ها در حدود ساعت ۱:۵۰ بعدازظهر به وقت محلی، گرفتند. جمعیتی بیش از ۱۰۰,۰۰۰ نفر در مرکز شهر کلیولند برای این رویداد گرد هم آمدند. نزدیک به یک و نیم میلیون بادکنک از میدان اصلی بلند شدند و برج ترمینال را احاطه کردند و رکورد جهانی قبلی که در سال گذشته در سی‌امین سالگرد دیزنی‌لند ثبت شده بود، شکستند.

## عواقب
به طور معمول، یک بادکنک لاتکس پر شده با هلیوم که در فضای باز آزاد می‌شود، به اندازه کافی در هوا می‌ماند تا تقریباً قبل از فرود به طور کامل تخلیه شود. با این حال، بادکنک‌های جشنواره بادکنک ۱۹۸۶ با یک جبهه هوای سرد و باران برخورد کردند که باعث شد در حالی که هنوز پر بودند، به سمت زمین سقوط کنند. بادکنک‌های در حال سقوط زمین و آبراه‌های اوهایوی شمال شرقی را مسدود کردند. در روزهای پس از این رویداد، بسیاری از بادکنک‌ها در سمت کانادایی دریاچه ایری شسته شدند و باعث آلودگی آب شدند. برخی از افراد تصورات نادرستی درباره تأثیرات زیست‌محیطی آزادسازی بادکنک‌ها داشتند و فکر می‌کردند که "بادکنک‌ها به ارتفاعی خواهند رسید که منفجر می‌شوند و تجزیه می‌شوند."
فرودگاه برک لیک‌فرانت بعد از اینکه بادکنک‌ها در آنجا فرود آمدند مجبور شد به مدت نیم ساعت یک باند را بسته نگه دارد. همچنین تصادفات ترافیکی گزارش شد "زیرا رانندگان برای جلوگیری از طوفان‌های برفی چند رنگ یا به خاطر تماشای نمایش بالای سر، از جاده منحرف شدند." رانندگان در کلیولند مموریال شوروی به موانع و یکدیگر برخورد کردند.
دو ماهی‌گیر با نام‌های ریچارد برودرک و برنارد سالزر، که در تاریخ ۲۶ سپتامبر به دریا رفته بودند، در روز رویداد توسط خانواده‌هایشان مفقود اعلام شدند. نجات‌دهندگان قایق ۱۶-فوت (۴٫۹-متر) آن‌ها را که در غرب موج‌شکن پارک اج‌واتر لنگر انداخته بود، مشاهده کردند. یک خدمه هلیکوپتر جستجو و نجات گارد ساحلی ایالات متحده به دلیل "بارش شهاب‌سنگ" بادکنک‌ها در رسیدن به منطقه دچار مشکل شد. یک خدمه قایق جستجو و نجات سعی کرد ماهی‌گیران را در دریا پیدا کند، اما مقامات گارد گفتند که بادکنک‌های موجود در آب دیدن اینکه آیا کسی در دریا هست یا خیر را غیرممکن کرده است. در تاریخ ۲۹ سپتامبر، گارد ساحلی جستجوی خود را متوقف کرد. پیکر ماهی‌گیران بعداً به ساحل روان شد. همسر یکی از ماهی‌گیران از یونایتد وی کلیولند و شرکتی که آزادسازی بادکنک را سازماندهی کرده بود به مبلغ ۳.۲ میلیون دلار شکایت کرد و بعداً با شرایط نامشخصی توافق کرد. راجر رایس، مدیر برنامه جستجو و نجات منطقه ۹ گارد ساحلی ایالات متحده آمریکا، در یک مصاحبه در سال ۲۰۲۴ گفت که "جشنواره بادکنک ۱۹۸۶ هیچ ارتباطی با مرگ‌های ناگوار این دو مرد نداشت".
بادکنک‌هایی که بر روی مراتع در شهرستان جئوگا، اوهایو فرود آمدند، اسب‌های عربی لوییز نوواکوسکی را ترساندند، که به ادعای وی به دلیل این حادثه آسیب‌های دائمی دیدند. نوواکوسکی از یونایتد وی کلیولند به مبلغ ۱۰۰,۰۰۰ دلار غرامت شکایت کرد و با شرایط نامشخصی توافق کرد.
این جمع‌آوری اعانه به دلیل هزینه‌های اضافی ضرر کرد.

## میراث
نسخه ۱۹۸۸ از کتاب رکوردهای جهانی گینس این رویداد را به عنوان رکورد جهانی "بزرگترین آزادسازی جمعی بادکنک" با ۱,۴۲۹,۶۴۳ بادکنک آزاد شده به رسمیت می‌شناسد. گینس دیگر آزادسازی بادکنک‌ها را اندازه‌گیری نمی‌کند.
جشنواره بادکنک ۱۹۸۶ موضوع فیلم مستند کوتاه جشنواره بادکنک در سال ۲۰۱۷ بود. سردبیر روزنامه کلیولند د پلین دیلر خاطرنشان می‌کند که پس از انتشار آن، گزارش‌ها درباره جشنواره بادکنک ۱۹۸۶ منفی‌تر شد.